# Gorjane
Gorjane – wieś w Słowenii, w gminie Kozje. W 2018 roku liczyła 182 mieszkańców.